# Arthur Calwell
Arthur Augustus Calwell (ur. 28 sierpnia 1896 w Melbourne, zm. 8 lipca 1973 tamże) – australijski polityk, przywódca Partii Pracy w latach 1960–1967.

## Życiorys

### Pochodzenie i młodość
Urodził się w Melbourne, jako syn policjanta irlandzkiego pochodzenia. Jego matka była miała korzenie irlandzko-amerykańskie. W wieku 16 lat rozpoczął pracę jako urzędnik w administracji publicznej stanu Wiktoria (Victoria Public Service); pracował w Departamencie Rolnictwa, a od 1923 roku w Skarbu. Ukończył St. Mary’s, West Melbourne i Christian Brothers College, North Melbourne.

### Kariera polityczna
W roku 1912 wstąpił do Australian Labor Party, by po dwóch latach zostać sekretarzem Oddziału Melbourne (Melbourne Branch). W 1931 roku został wybrany przewodniczącym partii w swoim stanie. W 1940 roku został wybrany do Australijskiej Izby Reprezentantów (the Australian House of Representatives). 21 sierpnia 1943 został Ministrem Informacji w rządzie Johna Curtina. Pełnił tę funkcję do 19 grudnia 1949.

#### Minister ds. imigracji
Między 13 lipca 1945 a 19 grudnia 1949 był pierwszym w historii ministrem ds. imigracji w rządzie Bena Chiefleya. Na tym stanowisku stworzył podstawy powojennego, australijskiego planu imigracyjnego. Spopularyzował slogan „populate or perish” („zaludnić bądź zginąć”). Program ten zbiegł się w czasie z gwałtownym rozwojem gospodarczym, dla którego utrzymania niezbędna była siła robocza. Jedynym jej dostępnym źródłem była powojenna Europa, gdzie miliony ludzi zmieniło miejsce zamieszkania. Dlatego w lipcu 1947 roku podpisał porozumienie z Organizacją Narodów Zjednoczonych ds. Uchodźców (United Nations Refugee Organisation) w sprawie przyjęcia uchodźców (tzw. displaced persons, dipisi) z obozów Organizacji w Europie.
Mimo rozpoczęcia masowego programu imigracyjnego był znanym zwolennikiem „White Australia Policy” - rasistowskiej praktyki nieprzyjmowania imigrantów pochodzących z Azji Południowo-Wschodniej. Podczas wojny dotykała ona także uchodźców wojennych. Dochodziło także do wydalania ludzi którzy poślubili australijskich obywateli i założyli rodziny. Poglądy Calwella na „White Australia Policy” często są podpierane jego własnymi słowami, które wygłosił w parlamencie: „Two Wongs don’t make a White". Był to niesmaczny żart, dotyczył dwóch braci o nazwisku Wong oraz deputowanego z ramienia Partii Liberalnej - White’a. Od tej pory było to interpretowane jako krytyka azjatyckiej imigracji.

#### W kierownictwie ALP
Calwell opuścił stanowisko w 1949 po porażce wyborczej swojej partii. Wygrała wtedy Partia Liberalna z Robertem Menziesem. W 1951 został zastępcą nowego lidera laburzystów dr H. V. Evatta (jego poprzednik- Chifley zmarł); ci dwaj przywódcy nie przepadali za sobą co przekładało się na funkcjonowanie partii. W 1960 został liderem ALP na szczeblu federalnym.
Calwell chciał wzmocnić swoją pozycję poprzez gwałtowny i bardzo silny sprzeciw wobec udziału Australii w wojnie wietnamskiej, jednakże nie udało mu się tym samym poprawić sytuacji swojej partii, gdyż wojna ta była popierana przez społeczeństwo. Dlatego też w 1966 liberałowie odnieśli miażdżące zwycięstwo w wyborach powszechnych. W jego efekcie Calwell zrezygnował z piastowania funkcji lidera partii, na rzecz Withlama.
Był też ofiarą drugiego w historii Australii zamachu politycznego (pierwszy miał miejsce w 1868, jego ofiarą padł Książę Alfred). Po wygłoszeniu antywojennego przemówienia 21 czerwca 1966 r. w Mosman Town Hall w Sydney, Calwell został zaatakowany przez 19-letniego studenta Petera Kocana, który wystrzelił z niewielkiej odległości z obrzyna. Calwell otrzymał tylko powierzchowne obrażenia, a zamachowca schwytano. Później Calwell odwiedził go w szpitalu psychiatrycznym, gdzie odsiadywał 10-letni wyrok.

### Późniejsze życie
Calwell zakończył parlamentarną karierę w 1972 (był najdłużej zasiadającym posłem w Izbie Reprezentantów - 32 lata). Zmarł w lipcu 1973, został pochowany na cmentarzu St Patrick’s Cathedra w Melbourne. Zostawił po sobie żonę Elizabeth i córkę Mary Elizabeth, które starały się bronić jego reputacji.
Jest autorem dwóch książek: „Labor’s Role In Modern Society” (1963) oraz „Be Just And Fear Not” (1972).